# Brandenburg Hauptbahnhof
Brandenburg Hauptbahnhof (bahnamtlich Brandenburg Hbf) ist der wichtigste Bahnhof der Stadt Brandenburg an der Havel. Er liegt an der Bahnstrecke Berlin–Magdeburg, die dort mit der Brandenburgischen Städtebahn verbunden ist. Seine frühere bedeutende Rolle im Fern- und Güterverkehr hat er weitgehend eingebüßt, geblieben sind die Aufgaben im Regionalverkehr. Ein Wasserturm auf dem Gelände des früheren Güterbahnhofs und eine Gedenktafel für französische Zwangsarbeiter am Bahnhofsgebäude stehen unter Denkmalschutz. Den Namenszusatz Hauptbahnhof bekam der Bahnhof erst nach Ende des Zweiten Weltkriegs, davor hieß er Brandenburg Rb (Rb steht für Reichsbahn).

## Lage
Der Bahnhof liegt am Streckenkilometer 61,3 der Bahnstrecke Berlin–Magdeburg (gezählt vom früheren Potsdamer Bahnhof in Berlin), die etwa in Ost-West-Richtung verläuft. Westlich des Bahnhofs überquert die Trasse der Brandenburgischen Städtebahn die Hauptbahn und führt über Verbindungsbögen zum Hauptbahnhof. Der Bahnhof liegt südlich der Brandenburger Innenstadt.

## Geschichte

### Allgemein
Brandenburg wurde erstmals im Jahr 1846 mit Eröffnung der Berlin-Potsdam-Magdeburger Eisenbahn am 7. August 1846 an das Eisenbahnnetz angeschlossen. Im Jahr 1904 ging die Brandenburgischen Städtebahn von Treuenbrietzen über Brandenburg nach Neustadt (Dosse) in Betrieb. Heute wird lediglich der Abschnitt zwischen Brandenburg und Rathenow noch genutzt. Die Städtebahn hatte einen eigenen Bahnhof Brandenburg Neustadt, der neben dem Hauptbahnhof lag und später zum Bahnhofsteil des Hauptbahnhofs wurde. Die Strecke der 1901 eröffneten und in den 1960ern stillgelegten Westhavelländischen Kreisbahnen Röthehof–Roskow–Brandenburg berührte den Brandenburger Hauptbahnhof nicht. Endstation der Strecke in der Stadt Brandenburg war der Bahnhof Krakauer Tor im Nordosten der Stadt, eine Zweigstrecke führte zum Bahnhof Brandenburg-Altstadt an der Städtebahn.
1995 wurde Brandenburg Hauptbahnhof zusammen mit dem Abschnitt Potsdam Griebnitzsee–Biederitz der Bahnstrecke Berlin–Magdeburg elektrifiziert.

### Personenverkehr

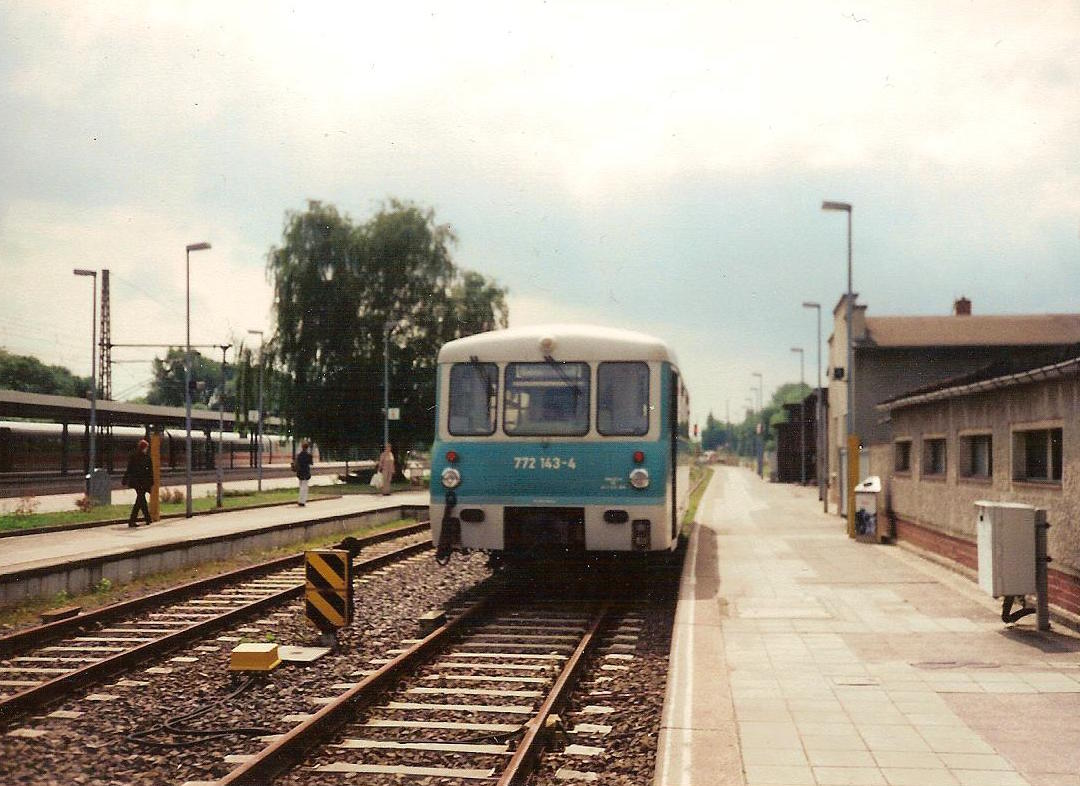
Personenzug im Hauptbahnhof auf der mittlerweile stillgelegten Strecke nach Belzig

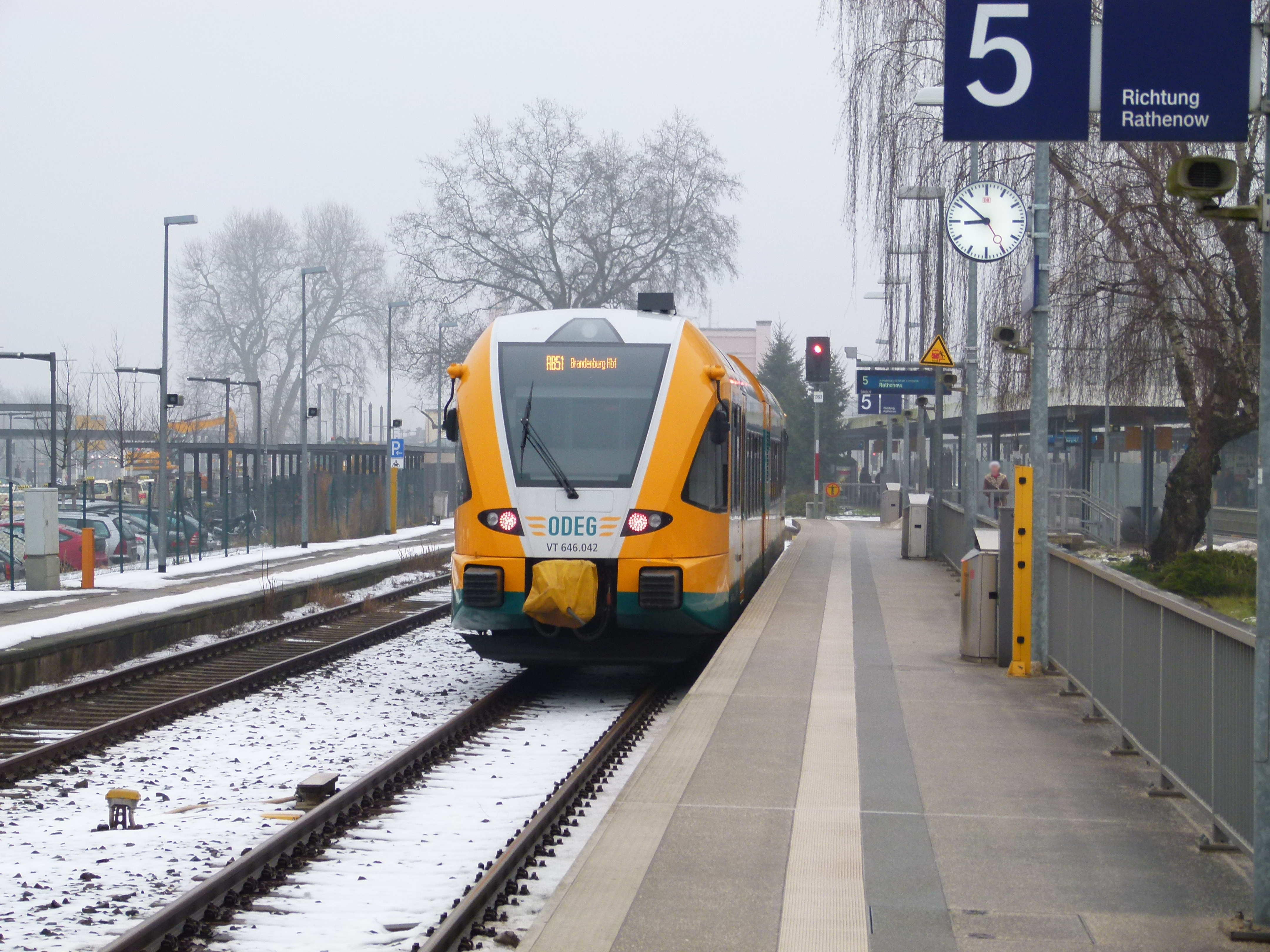
Ein Stadler GTW der ODEG auf der Regionalbahn-Linie nach Rathenow

Brandenburg war lange Zeit Halt vieler Fernzüge von Berlin über Magdeburg und weiter nach West- und Süddeutschland. Mit der deutschen Teilung nach 1945 und dem Bau der Berliner Mauer änderten sich die Verkehrsströme. Im Fernverkehr wurde der Bahnhof von den Zügen zwischen Berlin und Magdeburg, teilweise auch weiter bis Halberstadt bedient, hinzu kam ein Interzonenzug von Görlitz über Brandenburg nach Köln. Im Nahverkehr gab es eine Reihe von Zügen von Brandenburg in Richtung Potsdam, einige im Volksmund „Sputnik“ genannte Züge von Berlin über den Berliner Außenring nach Potsdam fuhren bis Brandenburg weiter. Ein nicht im öffentlichen Fahrplan verzeichneter Zug, der für sowjetische Militärangehörige in Brandenburg hielt, war der D 1194 / 1195 von Brest-Central über Frankfurt/Oder und Berlin-Schönefeld nach Magdeburg Hbf. Die Transitzüge vom Westteil Berlins in die Bundesrepublik fuhren auch über Brandenburg, hielten dort aber nicht.
Nach dem Fall der Berliner Mauer hielten wieder Züge in Richtung West- und Süddeutschland in Brandenburg. Auch internationale Züge, darunter Nachtzüge nach Paris und Amsterdam bedienten den Bahnhof. Nach der Elektrifizierung 1995 fuhren auch einige ICE-Züge den Bahnhof an. Mit der Inbetriebnahme der Schnellfahrstrecke Hannover–Berlin verlagerte sich der Fernverkehr überwiegend auf diese Strecke und fuhr nicht mehr über Brandenburg. In den ersten Jahren gab es noch einige ICE-Züge über Brandenburg und Magdeburg, die jedoch bald eingestellt wurden.
Der Regionalverkehr wurde Mitte der 1990er Jahre schrittweise vertaktet und in der Folge verkehrten in Richtung Berlin dann zwei Züge pro Stunde. In Richtung Magdeburg sowie Rathenow wurde auf einen Stundentakt verdichtet.
Der ICE-Zug hält in Brandenburg seit dem Fahrplanwechsel 2015/16 nur noch als eine tägliche ICE-Nachtverbindung von/nach Köln.
Seit dem Fahrplanwechsel am 12. Dezember 2021 hält am Samstag und Sonntag der Harz-Berlin-Express von Berlin Ostbahnhof über Magdeburg Hbf und Halberstadt nach Thale bzw. Goslar und zurück im Bahnhof.
Mit der Übernahme der Strecke des RE 1 durch die Ostdeutsche Eisenbahn zum Fahrplanwechsel im Dezember 2022 verdichtet sich der Takt von und in Richtung Berlin in den Hauptverkehrszeiten auf drei Züge pro Stunde.
| Linie                    | Linienverlauf | EVU                   |
| ------------------------ | --- | --------------------- |
| ICE 10                   | Berlin – Potsdam – Brandenburg – Magdeburg – Hannover – Minden – Bielefeld – Gütersloh – Hamm – Hagen – Wuppertal – Köln | DB Fernverkehr        |
| IC 56                    | Emden – Bremen – Hannover – Magdeburg – Brandenburg – Potsdam – Berlin – Lübben (Spreewald) – Cottbus                    | DB Fernverkehr        |
| HBX                      | Berlin Ostbahnhof – Potsdam – Brandenburg – Genthin – Magdeburg – Halberstadt – Thale / Goslar                           | start                 |
| RE 1                     | Magdeburg – Brandenburg – Potsdam – Berlin – Fürstenwalde (Spree) – Frankfurt (Oder) (– Eisenhüttenstadt – Cottbus)      | Ostdeutsche Eisenbahn |
| RB 51                    | Brandenburg – Brandenburg-Altstadt – Pritzerbe – Rathenow                                                                | Ostdeutsche Eisenbahn |
| Stand: 10. Dezember 2023 | |                       |

## Anlagen
Der Bahnhof verfügt über einen Hausbahnsteig und früher zwei Inselbahnsteige an den Durchgangsgleisen der Hauptbahn. Das äußerste Gleis wurde ebenso wie die anschließenden Nebengleise zurückgebaut, sodass der südliche der beiden Inselbahnsteige zu einem Außenbahnsteig wurde. Die Bahnsteige sind über einen Tunnel miteinander und mit dem Bahnhofsvorplatz auf der Nordseite der Gleisanlagen verbunden, einen direkten Zugang von Süden gibt es nicht.
Das Empfangsgebäude liegt nördlich der Gleise. Westlich davon gibt es zwei Bahnsteige mit Kopfgleisen für die Züge zur Städtebahn.
Im Westteil des Bahnhofs liegen die Übergabegleise für den Verkehr zur Städtebahn, im Ostteil des Bahnhofs die Anlagen des Güterbahnhofs, der heute nicht mehr genutzt wird. Ein Großteil des Güteraufkommens der Stadt wurde und wird im Bahnhof Brandenburg Altstadt an der Städtebahn umgeschlagen.

## Öffentlicher Personennahverkehr
Direkt vor dem Bahnhof verkehren tagsüber die Straßenbahnlinien 1, 2 (derzeit wegen Brückenabriss eingestellt, dafür Express-Omnibuslinie 2) und 6 sowie die Omnibuslinien B, D, G, H, K und L der Brandenburger Verkehrsbetriebe. In den Abend- und Nachtstunden verkehren die Nacht N1, N2 und N4. Östlich vor dem Empfangsgebäude liegt der ZOB Brandenburg, welcher an städtische und regionale Buslinien angeschlossen ist. Von dem unter anderem der PlusBus des Verkehrsverbund Berlin-Brandenburg auf folgenden Verbindungen verkehrt:
- Linie 554: Brandenburg ↔ Götz ↔ Schenkenberg ↔ Damsdorf ↔ Lehnin
- Linie 580: Brandenburg ↔ Golzow ↔ Dippmannsdorf ↔ Bad Belzig
- Linie 645: Brandenburg ↔ Netzen ↔ Lehnin ↔ Fichtenwalde ↔ Beelitz-Heilstätten ↔ Beelitz